# Náutica (revista)
Náutica é um publicação brasileira especializada em náutica. Faz parte do Grupo 1 Editora que esta focado na edição de revistas segmentadas.
Em 2013 passou a circular em edição digital.